# Lamberto II di Nantes
Lamberto II di Nantes (... – 1º maggio 852) è stato un nobile francese, conte di Nantes e prefetto (detto anche margravio) della marca Bretone dall'843 all'851.

## Biografia
Figlio di Lamberto I e di sua moglie Itta, governò la marca Bretone in contrapposizione ad Amaury, il conte insediato dal sovrano dei Franchi Occidentali Carlo il Calvo e suo alleato. Dopo la sua morte, la contea di Nantes finì a tutti gli effetti sotto il controllo dei Bretoni.

Le vicende di questo sovrano si inseriscono nella lotta intestina tra il sovrano dell'Impero carolingio Lotario I ed i suoi due fratelli Carlo il Calvo e Ludovico il Germanico. 
All'inizio di questo confronto che corrispondeva all'inizio della sua reggenza Lamberto II appoggiò Carlo il Calvo combattendo al suo fianco nella battaglia di Fontenoy nell'841; tuttavia successivamente si rivoltò contro di lui quando il suo rivale, Rainaldo di Herbauges, venne nominato da Carlo conte di Nantes al suo posto. Viste disattese le sue ambizioni, Lamberto II si discostò da Carlo il Calvo e si propose come alleato del sovrano bretone Nominoë, duca di Bretagna, che si era schierato apertamente contro i Franchi. Incoraggiato direttamente o indirettamente dallo stesso Lotario I, Lamberto, deciso a rivendicare con la forza il titolo di duca di Nantes, arruolò truppe lungo i confini del territorio di Angiò con l'intento di risalire il fiume Vilaine per unire le sue forze con quelle di Nominoë. Dopo aver fortificato Nantes, Rainaldo di Herbauges approfittò di una temporanea infermità di Nominoë per attaccare per primo ed invase il territorio bretone nell'intersezione tra il territorio della diocesi di Alet e la contea di Nantes, lungo la strada romana tra Angers e Carhaix-Plouguer. Mentre risaliva il fiume Vilaine, Rainaldo si scontrò con un esercito di Bretoni capitanato dal principe Erispoë, figlio di Nominoë, nei pressi di Messac, e riuscì inizialmente ad avere la meglio. Subito dopo, tuttavia, le sorti dello scontro si volsero in favore dei Bretoni proprio grazie all'intervento provvidenziale dell'armata di Lamberto II che permisero ad Erispoe di contrattaccare e sconfiggere Rainaldo. Franchi e Bretoni vennero coadiuvati dalle forze del condottiero vichingo Hastein, che alcune fonti affermano aver ucciso personalmente Rainaldo. Sebbene Lamberto II riuscisse nel suo intento di invadere la città di Nantes, non fu tuttavia in grado di mantenerne il possesso, e organizzò un secondo assalto circa un mese dopo in cooperazione con le forze vichinghe che perpetrarono un terribile massacro nella città il giorno della celebrazione della festa di San Giovanni Battista, il 25 giugno 843, assassinando il vescovo Gunardo mentre celebrava la messa nella cattedrale.
Insediatosi finalmente come conte di Nantes, pur non godendo del consenso della cittadinanza, Lamberto II dovette fronteggiare nell'844 una nuova minaccia rappresentata da Bernardo II Conte di Poitiers, il quale, alleatosi con il figlio dello spodestato Rainaldo, Hervè, raccolse un esercito per marciare contro di lui. Lamberto, tuttavia, si preparò prontamente allo scontro e, con il supporto dei Bretoni, organizzò un'imboscata nei pressi del Maine grazie al quale riuscì a sconfiggere gli assalitori lasciando sul campo lo stesso Bernardo II.

Tra la fine di ottobre ed il novembre dell'845, Lamberto II, in prospettiva di poter conservare il titolo di conte di Nantes, si riavvicinò a Carlo il Calvo e, durante le festività natalizie, si recò a Tours dove si sottomise ufficialmente al sovrano, che gli accordò ufficialmente il titolo della contea di Nantes nell'849.
Nonostante l'ottenimento del suo obiettivo principale, Lamberto II si alleò nuovamente con i Bretoni di Nominoë, insieme a suo fratello Warnar, per razziare il Maine, "con incredibile furia" come testimonia il Chronicon Fontanellense. Rotta ormai la nuova alleanza, re Carlo il Calvo decise di nominare ufficialmente un nuovo conte di Nantes nella persona di Amaury, e nell'agosto di quello stesso anno marciò su Rennes e migliorò sia le fortificazioni della città che la guarnigione a sua difesa, in preparazione del conflitto con i Bretoni e Lamberto. Dopo la partenza di Carlo da Rennes, lasciata nelle mani del nuovo Conte di Nantes, Amaury, questi venne prontamente attaccato da Lamberto II e dai Bretoni di Nominoë che sconfissero la guarnigione franca e catturarono Amaury.

Subito dopo questa ulteriore vittoria, Nominoë morì e Carlo il Calvo ne approfittò per prendere nuovamente il controllo di Nantes, ma venne sconfitto da Lamberto in alleanza con Erispoe nella decisiva battaglia di Jengland che sancì definitivamente il controllo di Lamberto su Nantes ma anche l'influsso bretone nella regione. Dopo aver ottenuto questo importante risultato, Lamberto II cercò di rinforzare il controllo del territorio tra il Maine e l'Angiò, ma venne ucciso in battaglia da Gosberto I del Maine.

## Famiglia e figli
Sposò una delle quattro figlie di Pipino d'Italia, probabilmente Tetrada di Lombardia; forse invece sposò Rotrude, figlia di Lotario I. Essi ebbero:
- Lamberto III di Nantes;
- Lisois Vetulus;
- Warnar di Nantes.